# Torre Telecom Italia (Rome)
Pour les articles homonymes, voir Torre Telecom Italia.
La tour de télécommunication Telecom Italia (également connue sous le nom de tour Laurentina) est une tour située à Rome en Italie. Elle mesure 178 mètres de hauteur, et 132 m sans pylône. La base de la tour est placée à 42 m au-dessus du niveau de la mer et son sommet atteint 220 m au-dessus du niveau de la mer, ce qui en fait l'édifice le plus élevé de Rome.
Construite en 1983, elle est située sur la voie Mario Carucci, dans le quartier Giuliano-Dalmata. 